# Centroclisis punctulata
Centroclisis punctulata är en insektsart som beskrevs av Navás 1912. Centroclisis punctulata ingår i släktet Centroclisis och familjen myrlejonsländor. Inga underarter finns listade i Catalogue of Life.